# Parasmittina triangularis
Parasmittina triangularis är en mossdjursart som först beskrevs av Shunsuke F. Mawatari 1952.  Parasmittina triangularis ingår i släktet Parasmittina och familjen Smittinidae. Inga underarter finns listade i Catalogue of Life.